# Mayrsporn
Der Mayrsporn ist ein Bergsporn in den Admiralitätsbergen des ostantarktischen Viktorialands. An der Pennell-Küste ragt er unmittelbar östlich des Newnes-Gletschers am Südufer der Protection Cove auf.
Wissenschaftler der deutschen Expedition GANOVEX I (1979–1980) nahmen seine Benennung vor. Namensgeber ist Peter Mayr, Besatzungsmitglied des Forschungsschiffs MS Schepelsturm.